# Natal′ja Vital′evna Metlova
Natal′ja Vital′evna Metlova, in russo Наталья Витальевна Метлова? (...), è un'astronoma russa.
Il Minor Planet Center le accredita la scoperta dell'asteroide 3044 Saltykov effettuata il 2 settembre 1983 in collaborazione con Nikolaj Efimovič Kuročkin.